# فيتري إن أرتويز
فيتري إن أرتويز (بالفرنسية: Vitry-en-Artois)‏ هي بلدية تقع في إقليم باد كاليه من منطقة نور با دو كاليه في شمال فرنسا. تبلغ مساحة هذه المدينة 18.78 (كم²)، وترتفع عن سطح البحر 48 م، يبلغ عدد سكانها 4441 نسمة حسب إحصاء المعهد الوطني للإحصاء والدراسات الاقتصادية سنة 2009 م. وترأس بيير جورجيت البلدية خلال فترة (2008-2014).